# Jenny Graves
Pour les articles homonymes, voir Graves.
Jennifer Ann Marshall Tombes, née le 24 novembre 1941, est une généticienne australienne. Elle est professeure  émérite à l'institut des sciences moléculaires de l'université de La Trobe et professeure émérite de l'université nationale australienne.

## Biographie

### Enfance et éducation
Graves est née à Adélaïde, en Australie-Méridionale en 1941. Elle est  allée à l'école primaire de Highgate puis au collège presbytérien pour fille (aujourd'hui appelé Seymour College) à Adélaïde.
Elle a obtenu son baccalauréat ès sciences à l'Université d'Adélaïde en 1964, et sa maîtrise en 1967. Elle obtient une bourse Fulbright pour aller étudier aux États-Unis. En 1971, elle soutient une thèse de doctorat à l'université de Californie à Berkeley sur la réplication de l'ADN sous la direction de Daniel Mazia (en).

### Carrière
En 1971, Graves  revient en Australie et devient lectrice en génétique à l'Université de La Trobe. Elle effectue ses recherches sur l'Inactivation du chromosome X chez les marsupiaux. Elle s'implique également dans des recherches sur la cartographie génétique et sur l'évolution, et l'organisation des chromosomes liés à la détermination du sexe. En 1991, elle devient professeure à temps complet en génétique à l'Université de La Trobe,,.

## Récompenses et honneurs
- 1999 : membre de l'académie australienne des sciences[6].
- 2001 : médaille du centenaire.
- 2006 : 
  - Médaille et lecture Macfarlane Burnet par l'académie australienne des sciences[7].
  - Prix L'Oréal-UNESCO pour les femmes et la science.
- 2010 : officière de l'Ordre d'Australie.
- 2017 : Prix du premier ministre australien pour la science, pour ses recherches de pointe sur le sexe génétique[8],[9],[5],[10].